# Блинкер, Реджи
Реджинальд Вальди Блинкер (нидерл. Reginald Waldie Blinker; род. 4 июня 1969, Парамарибо, Суринам), более известный как Реджи Блинкер (нидерл. Regi Blinker) — нидерландский футболист.

## Клубная карьера
Реджи начал свою карьеру в «Фейеноорде» в 1986 году. Он провел в команду 10 сезонов включая сезон выступлений на правах аренды за «Ден Босх». Его знаменитая связка с партнером по команде Гастоном Таументом в период с 1991 по 1996 забила на двоих 61 мяч. В составе «Фейеноорда» он стал чемпионом Нидерландов и четырёхкратным обладателем Кубка Нидерландов.
4 марта 1996 года Блинкер перешёл в английский «Шеффилд Уэнсдей». Сумма трансфера составила 275 тыс. долларов. В своём первом матче за новый клуб против «Астон Виллы» он забил гол, но этот мяч не помог его команде. В конце 1996 года Блинкер заработал дисквалификацию от ФИФА, за то, что тайно подписал контракт с итальянским «Удинезе».
На пике своей карьеры в Англии Блинкер подписал контракт с крупной компанией, производящей солнцезащитные очки. Но позже выяснилось, что представители компании перепутали Реджи с другим известным футболистом Эдгаром Давидсом. В 1997 году Блинкер перешёл в шотландский «Селтик», став частью сделки по переходу в «Шеффилд» Паоло Ди Канио. В новом клубе он воссоединился со своим тренером времен «Фейенорда» Вимом Янсеном. В составе кельтов Реджи провёл три сезона и выиграл с клубом чемпионат Шотландии и кубок шотландской лиги.
Летом 2000 года Блинкер вернулся в Нидерланды. До 2003 года он выступал за «Спарту» из Роттердама и «Розендал». После выступал за любительский клуб «Дельтаспорт», в котором завершил карьеру в возрасте 37 лет в 2006 году.

## Международная карьера
24 марта 1993 года в матче отборочного турнира Чемпионата Мира 1994 года против сборной Сан-Марино Блинкер дебютировал в сборной Нидерландов. За национальную команду он провёл 3 матча.

## Статистика

### Матчи Блинкера за сборную Нидерландов
| Матчи Блинкера за сборную Нидерландов | Матчи Блинкера за сборную Нидерландов | Матчи Блинкера за сборную Нидерландов | Матчи Блинкера за сборную Нидерландов | Матчи Блинкера за сборную Нидерландов | Матчи Блинкера за сборную Нидерландов |
| ------------------------------------- | ------------------------------------- | ------------------------------------- | ------------------------------------- | ------------------------------------- | ------------------------------------- |
| №                                     | Дата                                  | Соперник                              | Счёт                                  | Голы Блинкера                         | Соревнование                          |
| 1                                     | 24 марта 1993                         | Сан-Марино                            | 6:0                                   | —                                     | Чемпионат мира 1994 (отбор)           |
| 2                                     | 9 июня 1993                           | Норвегия                              | 0:0                                   | —                                     | Чемпионат мира 1994 (отбор)           |
| 3                                     | 19 января 1994                        | Тунис                                 | 2:2                                   | —                                     | Товарищеский матч                     |

Итого: 3 матча / 0 голов; 1 победа, 2 ничьи, 0 поражений.

## Достижения
«Фейеноорд»
- Чемпионат Нидерландов по футболу — 1992/93
- Обладатель Кубка Нидерландов — 1991, 1992, 1994, 1995
- Обладатель Суперубка Нидерландов — 1991

«Селтик»
- Чемпионат Шотландии по футболу — 1997/98
- Обладатель Кубка шотландской лиги — 1999/2000